# Georg von Kopp
Pour les articles homonymes, voir Kopp.
Georg von Kopp, né le 25 juillet 1837 à Duderstadt et mort le 4 mars 1914 à Troppau, est un prélat allemand qui fut évêque de Fulda de 1881 à 1887 et prince-évêque de Breslau de 1887 à 1914.

## Biographie

### Prêtre
Fils de tisserand, Georg Kopp entre au pro-gymnasium de Duderstadt, puis au gymnasium Josephinum à Hildesheim. Il devient aide-télégraphiste des chemins de fer pour le royaume de Hanovre, après ses études en 1856, pendant deux ans. Il entre en 1858 au séminaire de Hildesheim et est ordonné prêtre le 28 août 1862. Il est d'abord vicaire et professeur de religion. Il est appelé au vicariat général de Hildesheim en 1865, où il est nommé assesseur en 1868. Daniel Wilhelm Sommerwerck (de) le nomme en 1872 au chapitre de la cathédrale, puis vicaire général.
Pendant la période difficile du Kulturkampf, Georg Kopp va tenter l'apaisement, surtout après 1872, lorsqu'il entre en contact avec le chancelier Bismarck, pour démontrer le patriotisme des catholiques allemands.

### Évêque de Fulda
Le siège épiscopal de Fulda est resté vacant, à cause du Kulturkampf, pendant neuf ans, lorsque Georg Kopp y est nommé en 1881. le chancelier de fer ne s'y oppose plus et la nomination par Léon XIII est effective le 15 novembre. Le 27 décembre suivant, Kopp est consacré par Daniel Sommerwerk. Il s'efforce dès son arrivée dans son nouveau diocèse de renforcer l'organisation des structures diocésaines, de rehausser le niveau de la pratique religieuse et de renouveler la spiritualité de ses ouailles. L'évêque est cependant critiqué par la presse ultramontaine. La situation s'améliore, après la révision des lois de mai, lorsque les sièges vacants sont peu à peu pourvus, les traitements versés et les prêtres destitués, rappelés. Georg Kopp va encourager le parti Zentrum dans la défense des catholiques.

### Évêque de Breslau
Georg Kopp est nommé évêque de Breslau en Silésie le 9 août 1887, contre l'avis du chapitre, mais avec l'accord du gouvernement prussien. Le diocèse de Breslau se trouve dans la partie silésienne qui avait appartenu à l'empire d'Autriche. Le prince-évêque devient aussitôt membre de la maison des seigneurs d'Autriche (Reichsrat) et du Landtag de Troppau. Il est donc de facto anobli. Là encore, dans ce qui est le diocèse le plus riche et le plus peuplé de l'Empire allemand, il s'efforce de réorganiser le diocèse et de renforcer les liens entre les associations et les communautés catholiques. Il est attentif à renouveler les études spirituelles et théologiques, à doter le diocèse de maisons de formation d'un niveau élevé, comme le séminaire de Weidenau, ou les petits séminaires de Beuthen, Glogau, ou Gleiwitz. Grâce à lui, ce sont 650 églises ou couvents qui sont construits ! À la demande du jeune Empereur Guillaume II, avec l'aval du pape Léon XIII et dans un contexte de grèves affectant particulièrement les mines allemandes, Georg Kopp participe activement à la conférence internationale de Berlin de 1890.
Il permet d'autre part l'usage de la langue polonaise pour les sermons (la messe étant alors en latin, comme partout), la formation et le catéchisme, pour les populations d'origine polonaise en Haute-Silésie. Il s'oppose donc aux lois de 1908 renforçant l'usage de l'allemand comme langue officielle.

### Cardinal
Léon XIII le créé cardinal-prêtre, le 16 janvier 1893, au titre de Sainte Agnès hors les Murs. Le cardinal von Kopp prend la tête de la conférence épiscopale de Fulda en 1900, jusqu'à sa mort.
L'influence du cardinal à Berlin et à Rome diminue après la mort de Léon XIII qui l'appréciait, mais le Kaiser Guillaume lui décerne l'ordre de l'Aigle noir en 1906 et l'admet dans la noblesse prussienne.
En plus de ses positions officielles, le cardinal est un mécène et un défenseur de la science. Il ouvre un musée diocésain à Breslau (aujourd'hui Wroclaw en Pologne), créé les archives diocésaines de Breslau, restaure et enrichit la bibliothèque du palais épiscopal et soutient diverses associations et fondations culturelles. Il est docteur honoris causa des universités de Breslau et de Münster.
Le cardinal von Kopp est enterré à la cathédrale Saint-Jean-Baptiste de Breslau.